# Agrochola rufa
Agrochola rufa är en fjärilsart som beskrevs av White 1871. Agrochola rufa ingår i släktet Agrochola och familjen nattflyn. Inga underarter finns listade i Catalogue of Life.